# Council on Tall Buildings and Urban Habitat
Council on Tall Buildings and Urban Habitat (CTBUH) – międzynarodowa organizacja non-profit założona w 1969 roku, której głównym celem jest szerzenie wiedzy na temat wysokich budynków oraz zrównoważonego rozwoju ośrodków miejskich. Cele organizacji realizowane są m.in. poprzez działalność wydawniczą oraz organizację konkursów i konferencji.

## Historia
Organizację założył Lynn S. Beedle w roku 1969 na Uniwersytecie Lehigh w Bethlehem w USA. Początkowo nazywała się Joint Committee on Tall Buildings i składała z członków International Association of Bridge and Structural Engineers oraz American Society of Civil Engineers. W 1973 do organizacji zaproszono członków American Institute of Architects, American Planning Association, International Federation for Housing and Planning oraz Międzynarodowej Unii Architektów. W 1976, wraz z przyłączeniem American Society of Interior Designers, Japan Structural Consultants Association oraz Urban Land Institute zmieniono nazwę na obecną. 
W 2003 przeniesiono siedzibę do Illinois Institute of Technology w Chicago.

## Struktura
Na strukturę organizacji składają się następujące elementy:
- Przewodniczący – funkcję przewodniczącego organizacji pełni przewodniczący Rady Powierniczej wybierany obecnie na dwuletnią kadencję[3]. Dotychczas funkcję tę pełniły następujące osoby[4]:
- (2017-obecnie) Steve Watts[5]
- (2014-2017) David Malott[6]
  - (2011-2013) Timothy Johnson
  - (2009-2011) Sang Dae Kim
  - (2006-2009) David Scott
  - (2001-2006) Ron Klemencic
  - (1997-2001) R. Shankar Nair
  - (1993-1997) Gilberto do Valle
  - (1990-1993) Ignacio Martin
  - (1985-1990) Leslie E. Robertson
  - (1982-1985) John Rankine
  - (1979-1982) Fazlur Rahman Khan
  - (1976-1979) Duiliu Sfintesco
  - (1969-1976) Lynn S. Beedle
- Rada Powiernicza – składa się z maksymalnie dziewięciu osób nadzorujących pracę organizacji. Wśród nich można wyróżnić przewodniczącego (jednocześnie przewodniczący całego CTBUH), wiceprzewodniczącego, dyrektora wykonawczego, skarbnika i sekretarza, którzy tworzą razem Komitet Wykonawczy. Poza tym w Radzie zasiada od jednego do czterech członków[7].
- Grupa Doradcza – składający się z około 30 członków organ, którego zadaniem jest doradztwo zarówno przy działaniach Rady Powierniczej, jak i przy poszczególnych projektach CTBUH[8]
- Komitety: ds. Nagród, ds. Organizowania Konkursów, ds. Wysokości[9];
- Grupy projektowe: finansów i ekonomii, ognia oraz bezpieczeństwa, fundamentów, aspektów prawnych wysokościowców, systemów wysięgników, zawaleń postępujących, badań naukowych, sejsmiki, inżynierii wiatrowej, zrównoważonego rozwoju[9];
- Oddziały lokalne w 9 państwach: Australii, Chinach, Hongkongu, Japonii, Korei Południowej, Holandii, Kanadzie, Katarze oraz RPA[10];
- Przedstawiciele w Arabii Saudyjskiej, Australii, Austrii, Belgii, Białorusi, Brazylii, Chinach, Filipinach Finlandii, Grecji, Hiszpanii, Hongkongu, Indiach, Indonezji, Iranie, Izraelu, Japonii, Kanadzie, Katarze, Korei Południowej, Kostaryce, Meksyku, Niemczech, Nowej Zelandii, Polsce, Rosji, RPA, Rumunii, Singapurze, Tajlandii, Tajwanie, Turcji, Wielkiej Brytanii, Wietnamie, Włoszech oraz Zjednoczonych Emiratach Arabskich[10].

## Nagrody

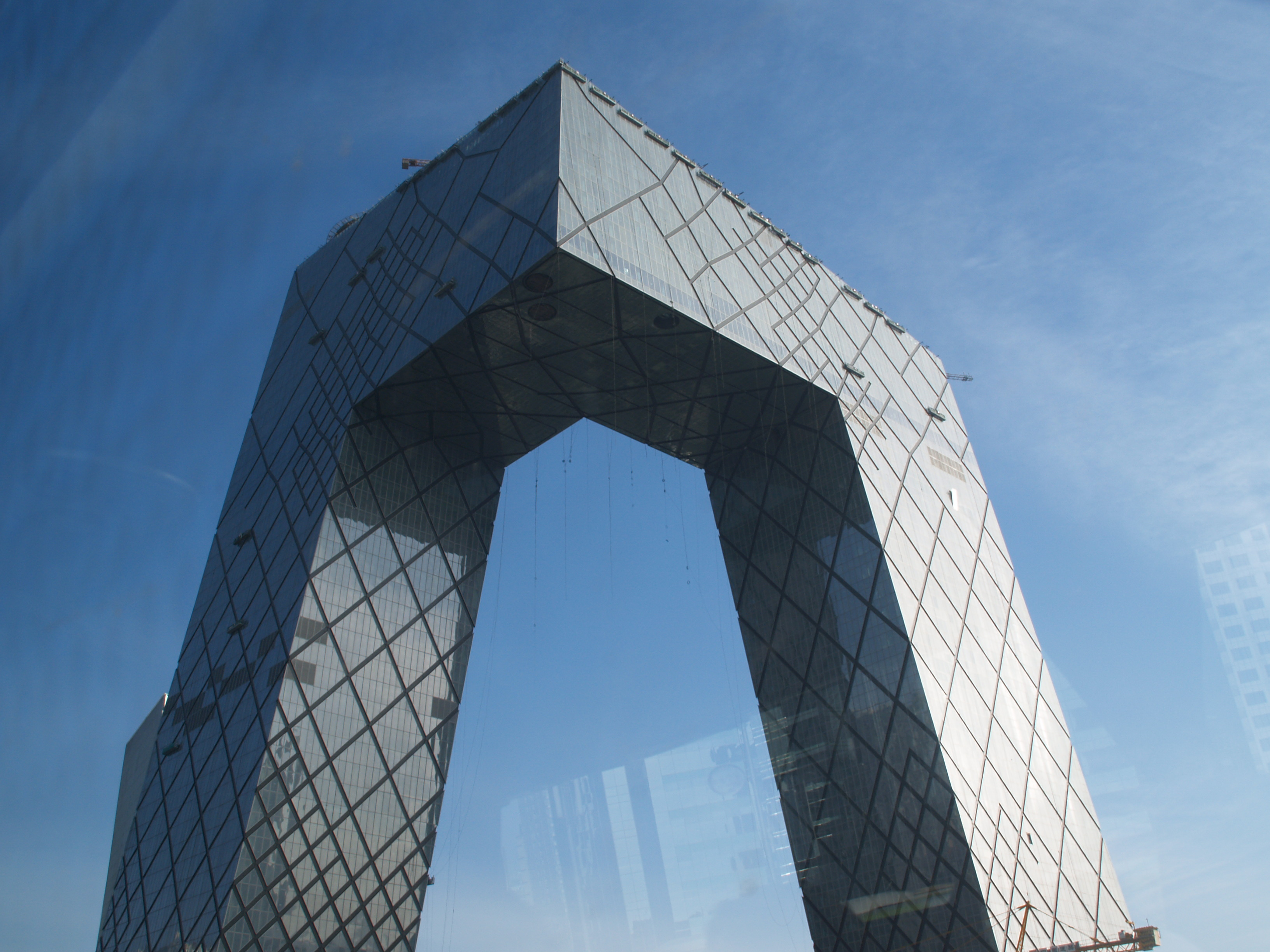
Siedziba CCTV w Pekinie – najlepszy wysokościowiec świata 2013 według CTBUH

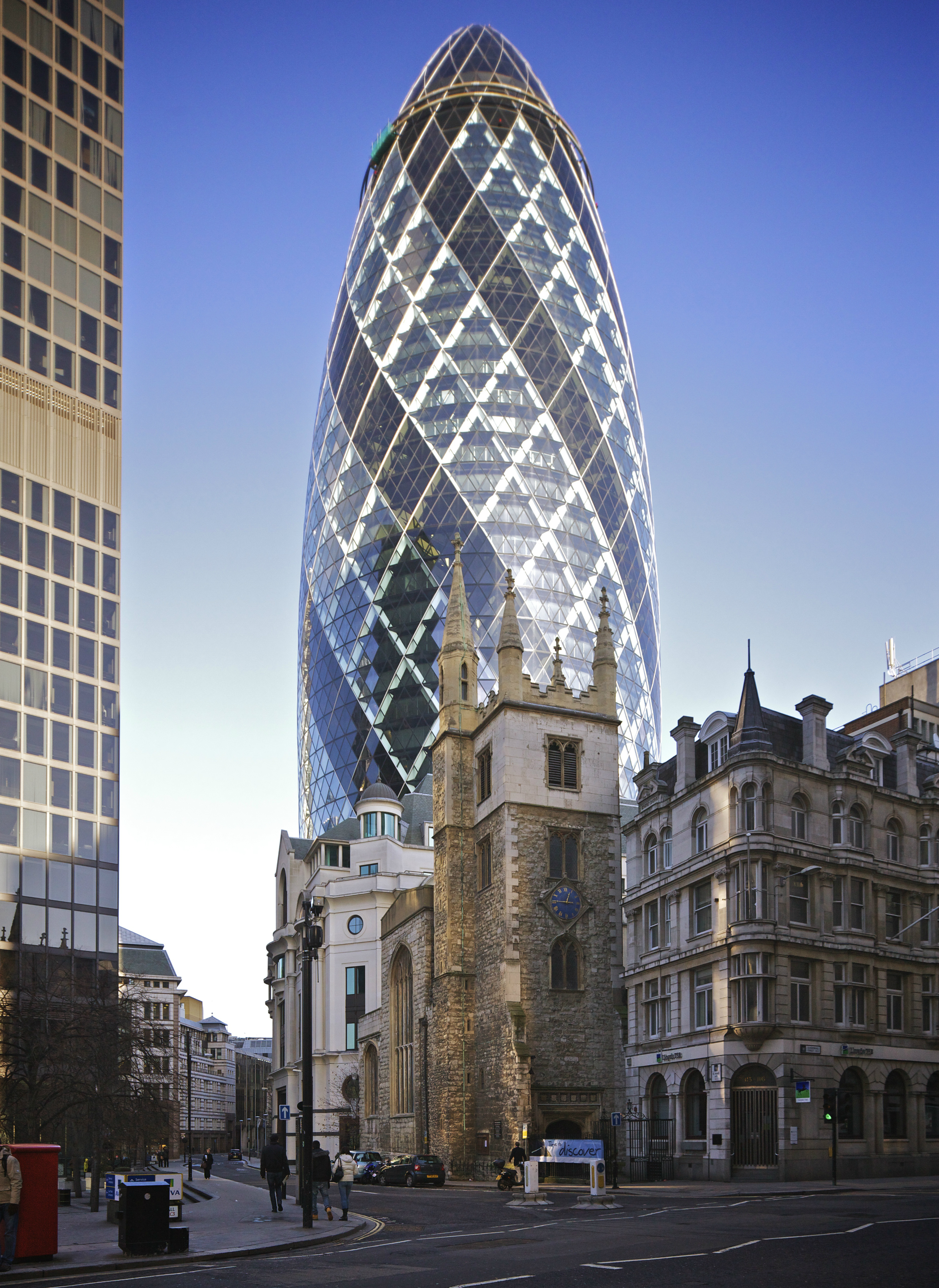
30 St Mary Axe w Londynie – laureat nagrody 10-letniej w 2013 roku

CTBUH przyznaje corocznie dziewięć nagród – sześć dla budynków, dwie dla osób, oraz jedną dla technologii. Decyzje odnośnie do nagród dla budynków podejmuje Komitet ds. Nagród (Award Committee) składający się zazwyczaj z sześciu osób, w tym jednego przewodniczącego. Decyzje Komitetu muszą być zatwierdzone przez Radę Powierniczą. Nagrody personalne przyznawane są przez Radę Powierniczą. Propozycje budynków są zgłaszane z zewnątrz, a lista osób nominowanych do nagród personalnych składa się zarówno ze zgłoszeń zewnętrznych, jak i propozycji Rady.  Warunkiem zgłoszenia budynku do konkursu jest jego ukończenie nie wcześniej niż 1 stycznia poprzedniego roku, oraz nie później niż 1 października roku za który przyznawana jest nagroda. Budynek może być zgłoszony do nagrody tylko raz, nawet jeżeli w następnym roku ciągle spełnia kryterium daty jego ukończenia.
Nagrody dla budynków to cztery tytuły Najlepszego Wysokościowca (Best Tall Building) w regionie (obu Ameryk, Azji oraz Australii, Europy, Afryki i Bliskiego Wschodu), spośród których wybierany jest Najlepszy Wysokościowiec Na Świecie (Best Tall Building Worldwide).
Nagroda 10-letnia (10 Year Award) to przyznawana od 2013 roku nagroda dla budynku, który został zbudowany przynajmniej dekadę wcześniej i przez okres swojego funkcjonowania wykazał się czymś wyjątkowym.
Nagroda za innowację (Innovation Award) przyznawana jest od 2012 roku i ma na celu wyróżnienie szczególnej technologii, która została wykorzystana podczas budowy budynku wysokościowego.
Nagrodę Lynna S. Beedle'go (Lynn S. Beedle Award) organizacja przyznaje osobie, która swoim życiem zawodowym przyczyniła się do rozwoju budownictwa wysokościowego, polepszenia jego jakości oraz polepszenia jakości funkcjonowania obszarów miejskich. 
Nagroda Fazlura R. Khana (Fazlur R. Khan Award) przyznawana jest osobie, której praca w obszarze projektowania budynków bądź przestrzeni miejskiej miała szczególny wpływ na rozwój tych dziedzin bądź była wyjątkowo innowacyjna.
Poza tym Rada Powiernicza może przyznać Special Global Icon Award budynkówi, którego powstanie miało szczególne znaczenie nie tylko dla regionu w którym został zbudowany, ale także miało szczególny wpływ na rozwój wysokościowców na całym świecie. Pierwszą taką nagrodę przyznano Burdż Chalifa w 2010.
Gala wręczenia nagród odbywa się co roku w Chicago. Co roku wydawana jest również książka Best Tall Buildings zawierająca szczegółowe opisy zwycięskich budynków oraz życiorysy laureatów nagród osobowych. Znajduje się w niej również aktualna lista 100 najwyższych budynków świata. 

## Działalność wydawnicza
Jedną z metod realizacji celów statutowych CTBUH jest prowadzenie działalności wydawniczej. Organizacja wydała, bądź wydaje, następujące pozycje: 
- CTBUH Journal (wcześniej pod nazwą CTBUH Review) – czasopismo wydawane od roku 2000 w nieregularnych odstępach czasu;
- Catalyst for Skyscraper Revolution – Lynn S. Beedle: A Legend in His Lifetime (2004);
- 101 of the World's Tallest Buildings (2006);
- Best Tall Buildings – seria książek wydawanych corocznie od 2008 roku;
- Tall Buildings: The 2010 CTBUH Reference Guide (2010);
- raporty i sprawozdania z organizowanych konferencji oraz kongresów;
- poradniki techniczne;
- wydawnictwo CTBUH zajmuje się również produkcją oraz dystrybucją plakatów.

## Konferencje
CTBUH organizuje zwykle co najmniej jedną międzynarodową konferencję rocznie oraz Światowy Kongres (World Congress) co 4-5 lat. Kongresy Światowe odbyły się dotychczas w następujących miejscach:
- Dziesiąty Światowy Kongres wraz z jubileuszem 50-lecia działalności CTBUH (28 października - 2 listopada 2019) - Chicago[19]
- Dziewiąty Światowy Kongres (19-21 września 2012) – Szanghaj
- Ósmy Światowy Kongres (3-5 marca 2008) – Dubaj
- Siódmy Światowy Kongres (16-19 października 2005) – Nowy Jork
- Szósty Światowy Kongres (26 lutego-1 marca 2001) – Melbourne
- Piąty Światowy Kongres (14-19 maja 1995) – Amsterdam
- Czwarty Światowy Kongres (5-9 listopada 1990) – Hongkong
- Trzeci Światowy Kongres (6-10 stycznia 1986) – Chicago
- Drugi Światowy Kongres (21-25 listopada 1977) – Paryż
- Pierwszy Światowy Kongres (21-26 sierpnia 1972) – Bethlehem

## Baza danych
Organizacja zarządza bazą danych ponad 10 000 budynków oraz konstrukcji, zawierającą podstawowe informacje i statystyki dotyczące obiektów istniejących, budowanych, planowanych oraz zburzonych. Możliwe jest generowanie własnych zestawień budynków uwzględniających określone przez użytkownika kryteria. Baza posiada 9 zdefiniowanych list rankingowych:
- 100 najwyższych ukończonych budynków na świecie
- 100 przyszłych najwyższych budynków
- 100 najwyższych obecnie budowanych budynków
- 100 najwyższych proponowanych budynków
- największe zburzone budynki
- 100 najwyższych budynków mieszkaniowych
- 100 najwyższych budynków biurowych
- 100 najwyższych budynków hotelowych
- 50 najwyższych wież

## Wprowadzone definicje
Organizacja uznawana jest za międzynarodowego eksperta oraz arbitra w kwestii określania wysokości budynków. Trzy metody, które wyróżnia CTBUH to:
- Wysokość do najwyższego trwale zamontowanego elementu – wysokość mierzona od poziomu najniżej położonego, istotnego wejścia z zewnątrz dla przechodniów do czubka najwyżej położonego, trwale zamontowanego elementu. Uwzględnia iglice, nie uwzględnia anten, oznaczeń, masztów flagowych oraz urządzeń technicznych, które bez większej ingerencji mogą zostać usunięte, zmienione, wymienione lub wydłużone.
- Wysokość do najwyższego użytkowanego piętra – wysokość mierzona od najniższego, znaczącego wejścia z zewnątrz dla przechodniów do najwyżej znajdującego się w budynku użytkowanego piętra.
- Wysokość do najwyższego punktu budynku – wysokość mierzona od najniższego, znaczącego wejścia z zewnątrz dla przechodniów do najwyższego punktu budynku, bez względu na jego konstrukcję bądź funkcje. Uwzględnia iglice, anteny, oznaczenia, maszty flagowe, anteny oraz inne urządzenia techniczne.

W rankingach oraz zestawieniach używany jest pomiar wysokości pierwszą metodą. Wcześniej określano wysokość budynku jako wysokość do dachu, jednak w związku z coraz bardziej nowatorskimi oraz wymyślnymi formami wieżowców, w listopadzie 2009 roku postanowiono zmienić standard na obecnie istniejący.
Oprócz tego organizacja definiuje:
- różnicę pomiędzy budynkiem a konstrukcją – obiekt klasyfikowany jest jako budynek, jeżeli w co najmniej połowie jego wysokości znajdują się powierzchnie użytkowe.
- różnicę pomiędzy budynkiem o jednym typie przeznaczenia a budynkiem o przeznaczeniu mieszanym (mixed-use) – jeśli na żadną z funkcji budynku nie jest przeznaczone co najmniej 85% jego łącznej powierzchni użytkowej, to typ użytkowania tego budynku określa się jako mieszany. Wyjątkiem mogą być budynki o bardzo dużej powierzchni użytkowej, które mogą zostać zaklasyfikowane jako mieszane, nawet jeżeli jeden z typów użytkowania przekracza 85% powierzchni.